# Antas de São Gens
Koordinaten: 39° 26′ 53″ N, 7° 40′ 34,4″ W
Die Antas de São Gens (auch Anta de San Gens 1 + 2 genannt) liegen südwestlich von Nisa, beiderseits der Straße N 1176 zwischen Alpalhão und Arez im Distrikt Portalegre in Portugal. Beide Antas wurden im Chalkolitikum errichtet. Nur Anta 1 ist unter Schutz gestellt.
Die etwa 3,0 m hohe Anta 1 hat eine polygonale Kammer, mit einst sieben, teilweise in situ befindlichen Tragsteinen, einem aufliegenden Deckstein, einem kurzen, nach Osten orientierten Gang mit zwei erhaltenen Seitensteinen und Resten des Hügels. Ein Tragstein ist gebrochen und ein Teil liegt in der Kammer. 
Anta 2 hatte ähnliche Form ist aber schlechter erhalten. Es gibt Reste der Kammer und Fragmente von Monolithen, die auf dem Rest des Hügels liegen. In der Kammer fanden sich einige Knochenfragmente mit Brandspuren, die mit Keramikfragmenten verbunden waren.
In der Nähe liegen die Antas dos Saragonheiros 1 + 2.